# Kunya
Kunya er en type arabisk tilnavn, der beskriver familieforhold. Begge forældre kan have en kunya, der betegner dem som barnets far (abu) eller mor (umm). Kunya er mere formelt end den danske betydning
Hvis min søn hedder Ali, så bliver jeg kaldt for Abu Ali, eller på dansk: Alis far.
Hvis min søsters søn hedder Haydar, så bliver hun kaldt for Umm Haydar, på dansk: Haydars mor.
Når man bruger en persons fulde navn, skal kunya stå foran det egentlige navn. Derfor betyder abū māzin maħmūd på dansk: Mahmud, Mazens far.
Man kan dog også få en Kunya uden at være fader/moder til nogen, men som et slags kælenavn.
Kunya bruges også i betydningen CV og i militær sammenhæng bruges det om stambog/karriereforløb.
På klassisk arabisk, men ikke længere på de talte dialekter, kan abū ændre sig til abā og abī (genstandsfald og ejefald henholdsvis) alt efter ordets plads i sætningens syntaks.
| Familie | Spire Denne artikel om familie og parforhold er en spire som bør udbygges. Du er velkommen til at hjælpe Wikipedia ved at udvide den. |